# 嘘はフィクサーのはじまり
『嘘はフィクサーのはじまり』（うそはフィクサーのはじまり、原題：Norman: The Moderate Rise and Tragic Fall of a New York Fixer、ヘブライ語: ,נורמן: עלייתו המתונה ונפילתו התלולה של מאכער אמריקאי）は、2016年のアメリカ合衆国・イスラエル合作の政治・ドラマ映画。ヨセフ・シダーが監督・脚本を務め、リチャード・ギア、リオル・アシュナケージらが出演。

## ストーリー
自称フィクサーのノーマン・オッペンハイマーの人生は、3年前に知り合った若い政治家がイスラエルの首相になったことで劇的に変化していく。

## キャスト
※括弧内は日本語吹替
- ノーマン・オッペンハイマー[8] - リチャード・ギア（安原義人）
- ミカ・エシェル - リオル・アシュナケージ（英語版）[9]（郷田ほづみ）
- フィリップ・コーエン - マイケル・シーン[9]（岡井カツノリ）
- ラビ・ブルメンソール - スティーヴ・ブシェミ（青山穣）
- タウブ - ジョシュ・チャールズ[9]
- アレックス・グリーン - シャルロット・ゲンズブール[10]（田中敦子）
- キャロル・ラスキン - アン・ダウド
- ビル・カヴィシュ - ダン・スティーヴンス（越村友一）
- スラル・カッツ - ハンク・アザリア（金城大和）
- 靴のセールスマン - イザック・ド・バンコレ[9]

## 製作
2014年11月14日、ヨセフ・シダーが監督・脚本を務める政治スリラー『Oppenheimer Strategies』にリチャード・ギアが主演することが報じられた。2015年1月14日、シャルロット・ゲンズブールがキャストに加わった。2月6日、マイケル・シーン、スティーヴ・ブシェミ、ジョシュ・チャールズがダン・スティーヴンス、イザック・ド・バンコレ、リオル・アシュナケージらとともにキャストに加わった。
撮影は当初ニューヨークで2015年1月12日から行われる予定だったが、2月8日に開始した。2月12日には、マンハッタンの93丁目と10番街周辺で撮影が行われた。ギアとスティーブンスがセントラル・パークのセットに現れたことも報じられている。

## 公開
2016年8月、ソニー・ピクチャーズ クラシックスが北アメリカ、ベネルクス、スカンディナヴィア、東ヨーロッパ、アジア（韓国を除く）の配給権を購入し、原題が『Oppenheimer Strategies』から『Norman: The Moderate Rise and Tragic Fall of a New York Fixer』に変更された。
2016年9月にテルライド映画祭、トロント国際映画祭で上映された。アメリカでは2017年4月14日に劇場公開された。

## 評価
Metacriticには6件のレビューがあり、加重平均値は75/100となっている。バラエティ誌とガーディアン誌はともに、リチャード・ギアの典型的な宮廷ユダヤ人のような力強い演技を称賛した。 実際に、ギアが演じたノーマン・オッペンハイマーは、ヨセフ・シダーによる架空のキャラクターではあるものの、かつて1934年のイギリス映画『Jew Süss』や1940年のナチスのプロパガンダ映画『ユダヤ人ジュース』にも影響を与えた実在の宮廷ユダヤ人ヨーゼフ・ズュース・オッペンハイマーに着想を得ている。